# Samuel Ramírez Moreno
Samuel Ramírez  (1898 - 1951) fue un profesor, médico y rector interino de la Universidad Nacional Autónoma de México.
Inició el bachillerato en el Colegio Americano y lo concluyó, en 1907, en la Escuela Nacional Preparatoria. Ingresó a la Escuela Nacional de Medicina en 1918, y obtuvo el título en 1924.
Fundó, siendo estudiante, el Pabellón de Neurosífilis del Manicomio General. Prestó sus servicios en la Escuela Nacional de Medicina en 1926 como jefe de clínica y desde 1928 como académico de neuropsiquiatría.
En julio de 1944, cuando renunció el rector Rodulfo Brito Foucher, Ramírez Moreno era Secretario General de la Universidad y, de acuerdo con lo previsto en el estatuto, Ramírez sustituyó a Brito y, conforme al propio mandato legal, convocó al Consejo para que designara al nuevo rector.
La Secretaría de Salud tiene, en la carretera México-Puebla, un hospital psiquiátrico cuyo nombre honra su memoria.